# Профессорский сад (Краков)

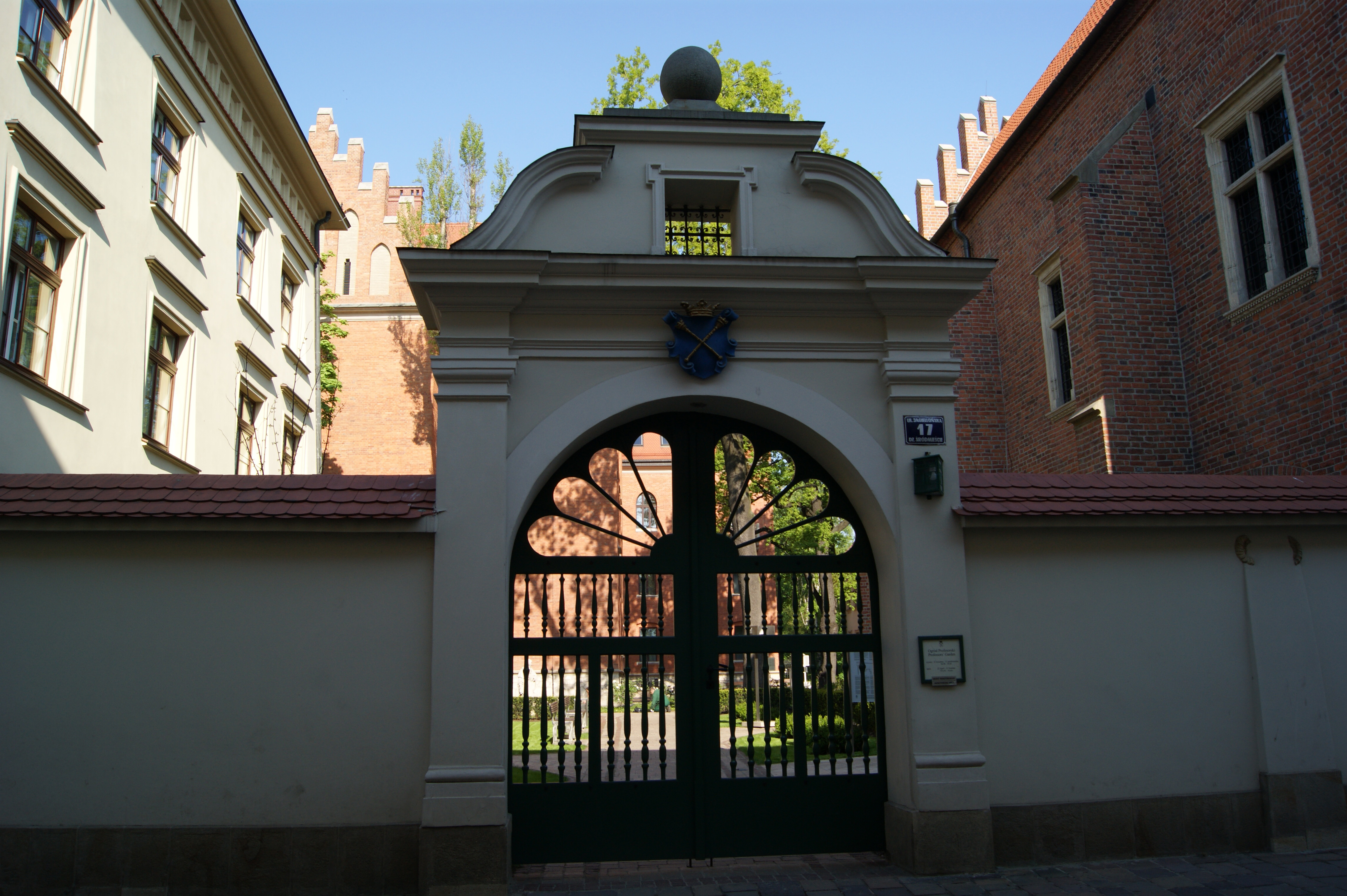
Вход в парк с улицы Ягеллонской, 17

Профессорский сад (пол. Ogród Profesorski) — наименование парка в Кракове, который находится в Старом городе по адресу улица Ягеллонская, 17. Располагается между зданиями Ягеллонского университета: с северо-востока парк ограничивает здания Коллегиум Медикум и Коллегиум Майус, с южной стороны он ограничен зданиями Коллегиум Минус и Коллегией Витковского и с севера — Краковскими плянтами.
Первое упоминание о парке относится к 1467 году. В то время территория парка распространялась на северо-запад от Коллегиум Майус в сторону городских стен. Территория парка использовалась для производства продуктов питания. В парке выращивали овощи для профессорской трапезной Ягеллонского университета. В 1475 году в парке был сооружена ограда для домашней птицы.
В конце XVIII века профессорский состав Ягеллонского университета переехал из Коллегиума Майуса в другие жилые помещения и парк пришёл в запустение. С 1840 по 1871 год производилась реставрация Коллегиума Майус и территория парка использовалась для складирования строительных материалов.
В конце XIX века парк был передан факультету ботаники, который организовал на его территории небольшой ботанический сад, насчитывающий около 300 видов растений.
В 1908 году часть территории парка была передана для строительства Коллегии Витковского и его территория значительно уменьшилась. С этого времени парк находился в запустении до 60-х годов XX столетия, когда начались работы по его обновлению.
В 2009 году началось восстановление парка за счёт средств Общественного комитета реставрации памятников Кракова и Ягеллонского университета. Были проведены асфальтированные дорожки, установлены лавочки и проведено освещение. В задней части Коллегии Витковского был сооружён небольшой травяной участок.
В парке были установлены пять интерактивных моделей научных приборов, каждая из которых представляет историю развития Ягеллонского университета. XV и XVI века представляют солнечные часы и армиллярная сфера. Магдебургские полушария символизируют открытие на Ягеллонском университете физических кабинетов. Метеорологическая станция обозначает XIX век, когда в Ягеллонском университете начались метеорологические исследования. XX век представляют циклотрон и сцинтилляционный счётчик для измерения космической радиации.
Парк был открыт для публичного посещения 12 мая 2010 года.
Вход в парк находится на улице Ягеллонской при доме № 17. В парк также можно войти через ренессансовые ворота под названием «Длуга Сень» через Коллегиум Майус.
Парк открыт ежедневно с 22 апреля по 31 октября с 10:00 до 16:00.